# Le Réveille-Matin

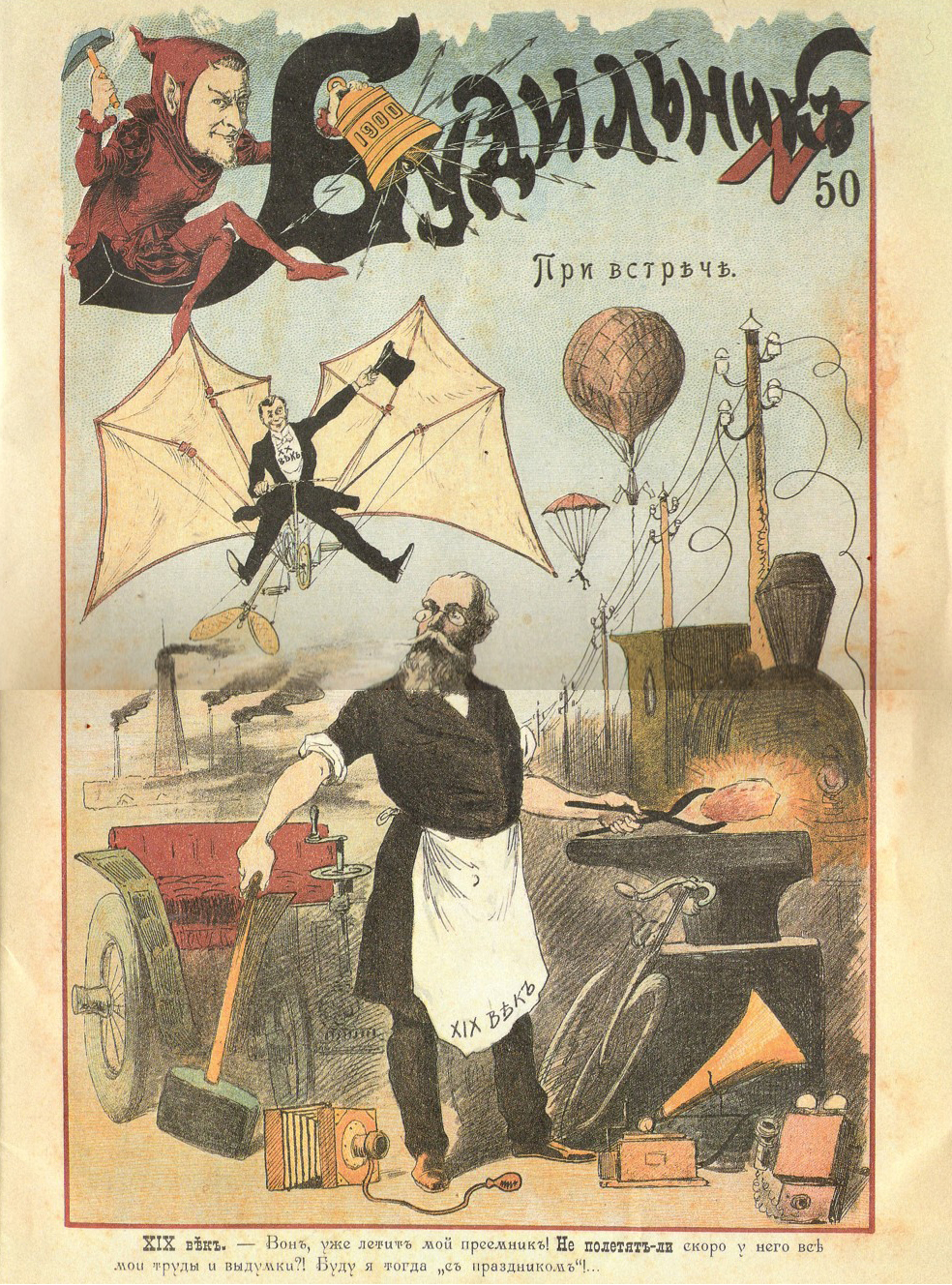
Couverture de Boudilnik en 1899.

Le Réveille-Matin (en russe : Boudilnik, Будильник) est un hebdomadaire satirique russe édité à Saint-Pétersbourg de 1873 à 1875, puis à Moscou jusqu'en 1917. Le  déclin de la revue Iskra en 1873  décide le caricaturiste Nikolaï Stepanov à créer cette nouvelle revue. 
Dimitri Stakhievitch Orlov, sous le pseudonyme de Dimitri Moor, publia des illustrations dans cette revue. L'écrivain Anton Tchékov, sous le pseudonyme de A. Tchekonte, fit paraître  Le Frère de mon frère, ainsi que la nouvelle L'Offense en 1882. On trouve encore parmi les auteurs de la revue les noms de Dmitri Stakheïev, Franz Schechtel et Vladimir Guiliarovski.